# Blang Teumulek
Blang Teumulek is een bestuurslaag in het regentschap Bireuen van de provincie Atjeh, Indonesië. Blang Teumulek telt 540 inwoners (volkstelling 2010).